# Космокурс
«Космокурс» или КосмоКурс — российская компания, существовавшая в 2014—2021 годах в рамках фонда «Сколково», основное направление деятельности которой — космический туризм.
Генеральный директор компании — Павел Пушкин.

## История

Центр имени Хруничева

Основана Павлом Пушкиным, выпускником МАИ и бывшим работником Центра Хруничева.
Компания была намерена предлагать своим клиентам суборбитальный полёт на высоте 200 км. Весь полёт должен был занимать около 15 минут, из которых 5—6 минут экипаж из шести человек и одного инструктора находился бы в невесомости. Ожидаемые перегрузки должны были составить 4g при запуске и 5g при спуске (туристу было необходимо пройти медобследование и инструктаж, тренировку в течение трёх дней). 

Стоимость одного места на борту оценивалась в 200—250 тыс. долларов.
Планировалось около 120 пусков в год.
Время окупаемости проекта было предположительно 10 лет.
В 2016 году стоимость всего проекта оценивалась в 150 миллионов долларов. В 2018 году от начала и до первого полёта стоимость проекта была оценена в 150—200 млн долларов.
Представители компании предполагали, что смогут давать возможность летать в космос профессиональным космонавтам, ещё не имевшим подобного опыта и заявляли, что их клиенты смогут взять с собой в полёт домашних питомцев.
В 2015—2016 гг. прошло согласование с «Роскосмосом» технического задания для создания корабля. В 2016 году техническое задание было согласовано, получено разрешение от Роскосмоса. В сентябре 2017 компания получила лицензию на осуществление космической деятельности.
Сдача аванпроекта была намечена на апрель—май 2018.
Изначально первый запуск с космодрома Капустин Яр планировался на 2020 год. В 2018 году даты пусков назначены на 2023 (опытный образец) и 2025 годы (с туристами).
К 2030 планировалось выйти на 115 пусков в год с расчетом на 700 туристов.
В то же время компания приобрела новый актив в виде главного конструктора[кого?] кресла для космического корабля «Федерация».
В апреле 2019 года гендиректор «Космокурса» Павел Пушкин сообщил о намерении отказаться от парашютов при приземлении и использовать двигатели при посадке корабля.
В 2020 г. «Роскосмос» впервые допустил к участию в конкурсе за право создать ракету с возвращаемой первой ступенью частную компанию — «Космокурс», однако тендер она не выиграла (контракт от «Роскосмоса» получит РКЦ «Прогресс»).
В июне 2020 «КосмоКурс» представил облик сверхлёгкой ракеты-носителя, с которой планирует принять участие в конкурсе Национальной технологической инициативы (НТИ) «Аэронет» (НТИ намерена заказать и профинансировать разработку нескольких ракет-носителей сверхлегкого класса, из которых один проект получит дальнейшее развитие).
В феврале 2021 Пушкин сообщил, что компания «Космокурс» планирует самостоятельно создать ракету-носитель сверхлегкого класса; по его словам, у компании есть инвестор, идут поиски рынка.
В апреле 2021 года компания объявила о закрытии.

## Структура

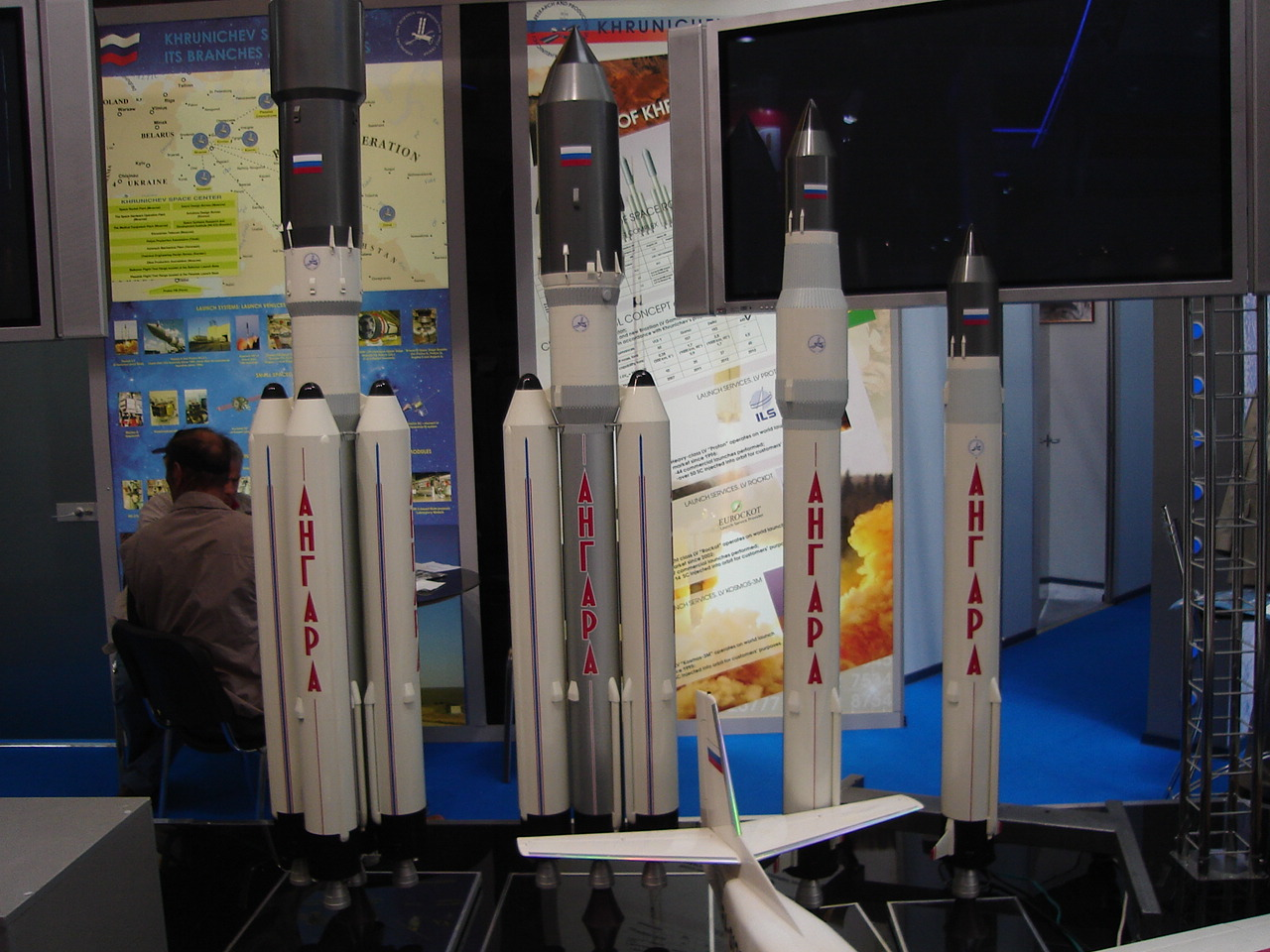
Семейство ракет «Ангара»

Штат компании на 2018 год составлял 30 человек возрастом от 20 до 60 лет. Минимальная заработная плата молодого специалиста с высшим образованием составляла 55 тыс. рублей на руки.
Генеральный директор компании Павел Пушкин — выпускник МАИ, 10 лет отработавший в Центре имени Хруничева, где участвовал в проектировании ракеты «Ангара».
У компании был один инвестор, сохранивший анонимность.

## Ракета
Стартовая масса ракеты составляет 80 тонн, корабля — 7 тонн. В качестве топлива для ракеты — кислород и спирт. Строящиеся изделия были рассчитаны на 10 полётов. Планировалось производить 10—12 кораблей в год.
Рассматривался вариант реактивной посадки вместо парашютно-реактивной.
Изготовлением систем управления занимался НПО Автоматики.

### Разработка

Суборбитальный полёт

Испытания ракеты и капсулы были запланированы на 2022 год.
В 2023 году планировались автономные полёты капсулы.
Вместе с ракетой испытания должны были состояться в 2024 году: автономные испытания ракеты — в 2024 году, комплексные — в конце 2024 — начале 2025 года.

## Космодром
В 2017 году были озвучены планы: создать стартовую площадку на космодроме Байконур. В начале 2020 г. «Космокурс» отказалась от трёх площадок, предложенных под его размещение в Нижегородской области; по словам Павла Пушкина, остаются ещё 14 участков в 11 районах области. Компания хотела уже в этом году начать на космодроме огневые испытания двигателей, но затягивание работ по согласованию привело к тому, что испытания двигателей в этом году будут перенесены в Московскую область.
В марте 2019 года компания подписала соглашение с Нижегородской областью, которое в перспективе может привести к строительству в России первого частного космодрома, также планировалось построить завод по производству спирта там же в Нижегородской области, потому что суборбитальные корабли должны были заправляться спиртом. В 2021 году проект был приостановлен, потом закрыт, и строительство космодрома отменено.

## Критика
Космонавт Павел Виноградов осудил возможность строительства компанией частного космодрома, запуски с которого могут привести к жертвам среди местного населения в результате аварии или падения обломков в населённой местности.